# Okumuki
Okumuki è il primo album discografico della cantautrice italiana L'Aura, pubblicato nell'aprile 2005 dall'etichetta discografica Sony BMG.

## Descrizione
L'album, interamente composto da L'Aura in collaborazione con Dan Fries per alcune tracce, è stato promosso dai singoli Radio Star, Today e Una favola. Il disco è stato prodotto da Enrique Gonzalez Müller.
Nel marzo del 2006, in seguito alla partecipazione della cantautrice al Festival di Sanremo 2006 nella sezione "Giovani" con il brano Irraggiungibile, il disco è stato ristampato con l'aggiunta del brano sanremese, della cover del brano Life on Mars? di David Bowie e di due altri inedite, Degli alberi e Dar Lin. Nell'estate dello stesso anno è stato pubblicato un ulteriore singolo, Domani.
Una particolare edizione in formato DualDisc della ristampa contiene al suo interno i video musicali di Radio Star, Today, Una favola e Irraggiungibile e un backstage.
Il disco (nella versione del 2006) contiene nove tracce in italiano e sei tracce in inglese.

## Tracce
Testi e musiche di L'Aura, eccetto dove indicato.
1. Demons (In Your Dreams) – 4:12 (L'Aura, Dan Fries)
2. Una favola – 4:53
3. Radio Star – 2:51 (L'Aura, Dan Fries)
4. Piove – 4:42
5. Breathing – 4:46
6. Domani – 4:17
7. Lettere d'amore – 4:15 (L'Aura, Dan Fries)
8. Alice – 4:23
9. Mr. Oh! – 4:05
10. Today – 4:11
11. If Everybody Had a Gun – 3:34

CD (Epic 82876803682)
Testi e musiche di L'Aura, eccetto dove indicato.
1. Irraggiungibile – 4:16
2. Today – 4:03
3. Radio Star – 2:53 (L'Aura, Dan Fries)
4. Una favola – 4:52
5. Demons (In Your Dreams) – 4:07 (L'Aura, Dan Fries)
6. Piove – 4:36
7. Dar Lin – 2:43
8. Breathing – 4:43
9. Degli alberi – 4:29
10. If Everybody Had a Gun – 3:34
11. Alice – 4:21
12. Domani – 4:15
13. Lettere d'amore – 4:13 (L'Aura, Dan Fries)
14. Mr. Oh! – 3:59
15. Life on Mars – 3:30 (David Bowie)

## Formazione
- L'Aura - voce, pianoforte, Fender Rhodes, tastiera
- Davide Devito - batteria, percussioni
- Alessandro Galati - pianoforte addizionale
- Francesco Landi - organo Hammond addizionale, pianoforte, Fender Rhodes
- Davide Pezzin - basso, contrabbasso
- Antonio Lanzillotti - pianoforte addizionale, organo Hammond, tastiera
- Gianluca Carollo - percussioni, tromba, vibrafono

## Promozione
Singoli
| Okumuki    | Okumuki        |
| Titolo     | Data di uscita |
| ---------- | -------------- |
| Radio Star | marzo 2005     |
| Today      | agosto 2005    |
| Una favola | ottobre 2005   |
| Domani     | 2006           |

| Okumuki - Sanremo Edition | Okumuki - Sanremo Edition |
| Titolo                    | Data di uscita            |
| ------------------------- | ------------------------- |
| Irraggiungibile           | 28 febbraio 2006          |

Videoclip
| Anno | Titolo          | Regista                       |
| ---- | --------------- | ----------------------------- |
| 2005 | Radio Star      | Maki Gherzi                   |
| 2005 | Today           | Maki Gherzi                   |
| 2005 | Una favola      | Maki Gherzi                   |
| 2006 | Irraggiungibile | Laura Chiossone e Marco Salom |
| 2006 | Domani          | Laura Chiossone e Marco Salom |

## Successo commerciale
L'album, nella sua versione originale, non ha incontrato il successo sperato, comparendo appena alla posizione 95 della classifica ufficiale italiana.
La nuova versione del disco, uscita nel febbraio successivo, ha invece ottenuto un buon riscontro commerciale raggiungendo la posizione numero 23 della classifica FIMI, rimanendo tra i cento dischi più venduti in Italia per tredici settimane.
Per le vendite è stato certificato disco d'oro.

## Classifiche
| Classifica (2006) | Posizione |
| ----------------- | --------- |
| Italia            | 23        |

### Andamento nella classifica italiana degli album
| Posizione | 95 | 86 | 23 | 30 | 38 | 36 | 41 | 48 | 46 | 45 | 58 | 42 | 54 | 47 |